# جون أوبري
أوبري جونJohn Aubrey مؤلف وعالم أثار إنكليزي ولد عام (1626-1697م) في إيستون بيرسي بالقرب من تشبنهام في ويلتشير في جنوب غرب إنجلترا, اكتشف أوبري جوندائرة الحجر العظيمة في أفبوري، والحُفَر التي في ستونهينج والتي سُميت باسمه. ويرى أن ستونهينج والدوائر الحجرية الأخرى كانت أصلاً معابد للدروديين.
. اشتهر أوبري جون بكتابه الحياة المختصرة، وهو حكايات عن مشاهير الرجال مثل فرانسيس بيكون وبن جونسون والسير والتر رالي. ورغم أنها ممتعة ومسلِّية إلا أن بعض النقاد انتقده في سرد بعض السير لأنها تميل إلى القذف والتشهير. وتكون في كثير من الأحيان غير دقيقة.

## روابط خارجية
- جون أوبري على موقع الموسوعة البريطانية (الإنجليزية)
- جون أوبري على موقع قاعدة بيانات برودواي على الإنترنت (الإنجليزية)
- جون أوبري على موقع إن إن دي بي (الإنجليزية)